# VirtuOS
VirtuOS é uma família de sistema operacional multiusuário e multitarefa, projetado exclusivamente para micro computadores de 16 e 32 bits compatíveis com o padrão PC AT e PS/2, totalmente compatível com o MS-DOS e Windows 3.x no modo Standard e parcialmente com o Windows 3.x no modo Enhanced.  Totalmente desenvolvida e suportada no Brasil pela MICROBASE desde 1983, foi o sistema utilizado pelas urnas eletrônicas do Brasil nos anos de 1996, 1998 e 2000.

## Características
- O sistema operacional VirtuOS tem interface funcional e operacional totalmente compatíveis com o MS-DOS;
- Adicionalmente a todos os recursos encontrados no MS-DOS, o VirtuOS oferece aos usuários, de modo totalmente transparente para suas aplicações, os ambientes: multithreading, multitarefa, multiterminal e de rede (local e remota).